# کریستوپر مویسس
کریستوپر مویسس (انگلیسی: Cristopher Moisés؛ زادهٔ ۳ سپتامبر ۱۹۹۳) بازیکن فوتبال اهل کلمبیا است.
وی همچنین در تیم ملی فوتبال گینه استوایی بازی کرده‌است.